# Hibbertia lividula
Hibbertia lividula är en tvåhjärtbladig växtart som beskrevs av Judith Roderick Wheeler. Hibbertia lividula ingår i släktet Hibbertia och familjen Dilleniaceae. Inga underarter finns listade i Catalogue of Life.